# قلعه دماب
قلعه دماب مربوط به دوره قاجار است و در نجف‌آباد، روستای دماب (نجف‌آباد) کنار جاده دهق، گلپایگان واقع شده و این اثر در تاریخ ۱۰ خرداد ۱۳۸۲ با شمارهٔ ثبت ۹۰۴۶ به‌عنوان یکی از آثار ملی ایران به ثبت رسیده است.